# T. J. Trevelyan
Thomas Jordan „T. J.“ Trevelyan (* 6. März 1984 in Mississauga, Ontario) ist ein deutsch-kanadischer Eishockeyspieler, der seit August 2011 bei den Augsburger Panthern aus der Deutschen Eishockey Liga (DEL) unter Vertrag steht und dort auf der Position des linken Flügelstürmers spielt. Zuvor absolvierte Trevelyan unter anderem 375 Spiele in der American Hockey League (AHL).

## Karriere

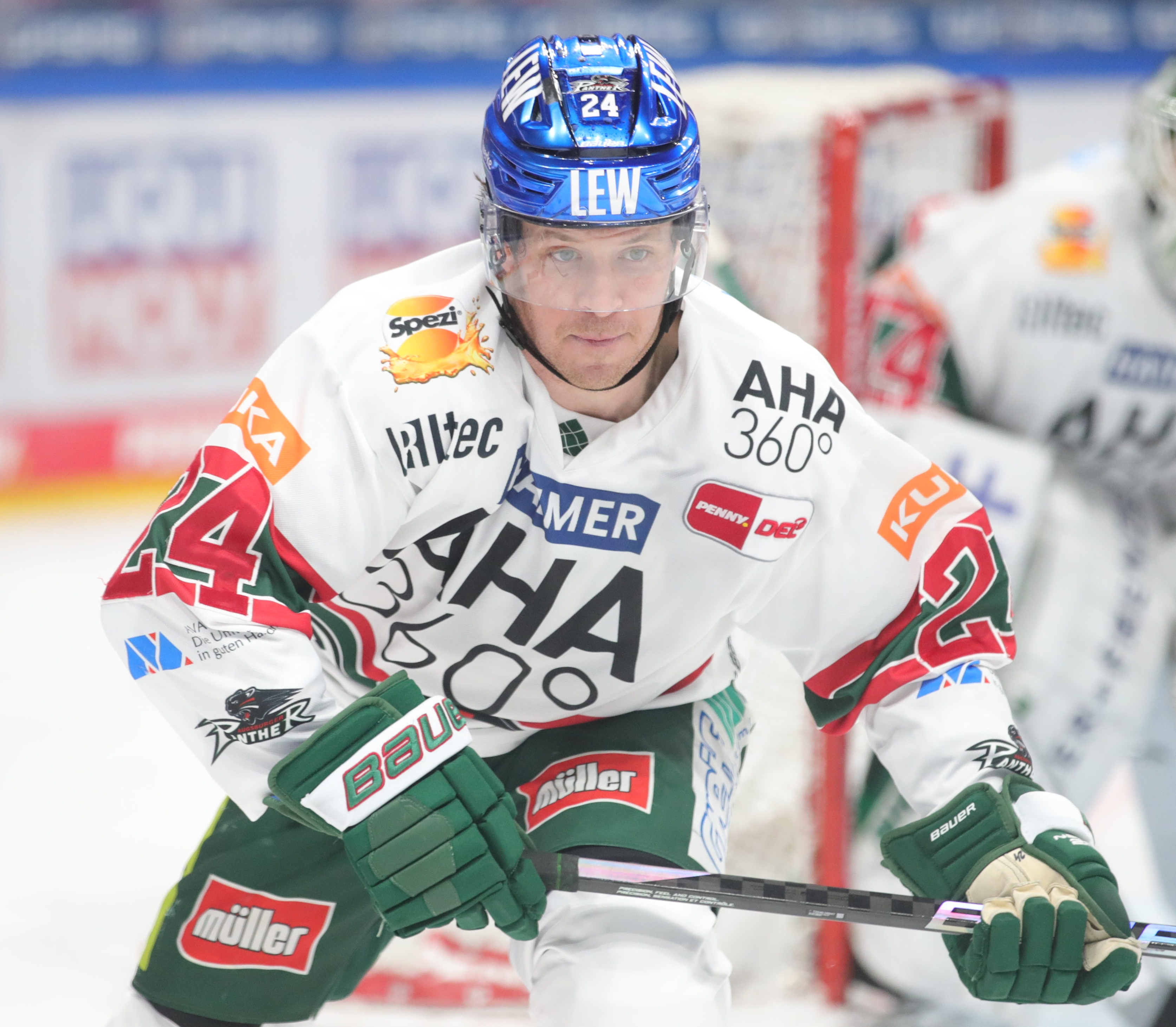
Trevelyan im Trikot der Augsburger Panther (2023)

Trevelyan begann seine Karriere im Jahr 2000 bei den Georgetown Raiders in der Ontario Provincial Junior A Hockey League (OPJHL). Dort erreichte er in zwei Spielzeiten bis zum Frühjahr 2002 116 Scorerpunkte in 98 Partien. In seiner zweiten Saison konnte er seine Punktausbeute fast verdoppeln und wurde zum wertvollsten Spieler des Teams gewählt. Nachdem er im NHL Entry Draft 2002 von keinem Franchise der National Hockey League (NHL) ausgewählt worden war, wechselte Trevelyan an die US-amerikanische St. Lawrence University. Damit zog er eine Ausbildung an einem US-amerikanischen College mit Eishockeyförderung dem Wechsel in eine höherklassige Liga der Canadian Hockey League (CHL) vor. Insgesamt spielte der Kanadier vier Jahre für die St. Lawrence University in der ECAC Hockey, einer Division der National Collegiate Athletic Association (NCAA). Der linke Flügelstürmer, der dort unter anderem gemeinsam mit Rich Peverley und John Zeiler aufs Eis ging, konnte seine Punktausbeute in jedem der vier Spieljahre steigern. In den Jahren 2005 und 2006 wurde er jeweils ins First All-Star Team der ECAC gewählt sowie in seinem letzten Collegejahr zum Spieler des Jahres der ECAC-Division ernannt und ins NCAA First All-American Team berufen. Zudem war er eine der Nominierungen für den Hobey Baker Memorial Award. Im Jahr 2010 folgte schließlich die Wahl ins ECAC First All-Decade Team, das die besten Spieler der ECAC zwischen 2000 und 2010 beinhaltete.
Nach Abschluss seiner Collegeausbildung wurde der ungedraftete Stürmer für zwei Jahre von den Boston Bruins aus der NHL unter Vertrag genommen. Diese setzten ihn in den folgenden zwei Jahren ausschließlich in ihrem Farmteam, den Providence Bruins, in der American Hockey League (AHL) ein. Trevelyan absolvierte in seiner Rookiesaison auch einige Spiele in der ECHL bei den Long Beach Ice Dogs, doch durch gute Leistungen sicherte er sich alsbald einen Stammplatz im Kader Providences. Letztlich kam er in seinem ersten Jahr auf 63 Einsätze, in denen er 28 Tore und 53 Punkte erzielte. Nach einer etwas schwächeren, zweiten AHL-Saison verlängerten die Bruins den Vertrag mit Trevelyan nicht, woraufhin er vor der Saison 2008/09 als Free Agent ins Trainingscamp der Anaheim Ducks eingeladen wurde. Diese nahmen ihn daraufhin unter Vertrag. Der Angreifer schaffte wie schon in Boston nicht den Sprung in den NHL-Kader, sondern wurde ans AHL-Farmteam Iowa Chops abgestellt. Mit 47 Scorerpunkten schloss er die Saison als Topscorer des Teams ab, das die Playoffs in dieser Spielzeit verpasste. Da sein Vertrag nach nur einer Saison ausgelaufen war, nutzten die San Jose Sharks die Chance und nahmen den Flügelspieler am 21. Juli 2009 unter Vertrag. Schließlich kam der für seine Torjägerqualitäten bekannte Kanadier in der Spielzeit 2009/10 bei den Worcester Sharks in der AHL zu Einsätzen. Mit 28 Toren war er der gefährlichste Angreifer der Sharks. 
Zur Saison 2011/12 wechselte Trevelyan zu den Augsburger Panthern in die Deutsche Eishockey Liga (DEL), wo er sich in den folgenden Jahren zu einem der Stützpfeiler des Kaders der Fuggerstädter entwickelte und die deutsche Staatsbürgerschaft annahm. In seiner zwölften Spielzeit bei den Panthern stieg der gebürtige Kanadier am Ende der Saison 2022/23 mit der Mannschaft als Tabellenvorletzter rein sportlich in die DEL2 ab, verlängerte seinen auslaufenden Vertrag aber ligaunabhängig. Die Panther hielten sich letztlich doch im deutschen Eishockey-Oberhaus. Im Verlauf der Spielzeit 2023/24 löste Trevelyan im Saisonverlauf seinen Landsmann Duanne Moeser als Rekordtorschützen des AEV ab. Am 14. Dezember 2024 wurde der inzwischen 40-jährige Trevelyan zudem zum ältesten DEL-Spieler, dem ein Hattrick gelang.

## Erfolge und Auszeichnungen
| - 2005 ECAC First All-Star Team - 2006 ECAC Player of the Year - 2006 ECAC First All-Star Team | - 2006 NCAA First All-American Team - 2010 ECAC First All-Decade Team |

## Karrierestatistik
Stand: Ende der Saison 2024/25
(Legende zur Spielerstatistik: Sp oder GP = absolvierte Spiele; T oder G = erzielte Tore; V oder A = erzielte Assists; Pkt oder Pts = erzielte Scorerpunkte; SM oder PIM = erhaltene Strafminuten; +/− = Plus/Minus-Bilanz; PP = erzielte Überzahltore; SH = erzielte Unterzahltore; GW = erzielte Siegtore; 1 Play-downs/Relegation; Kursiv: Statistik nicht vollständig)